# Diplazium drepanolobium
Diplazium drepanolobium är en majbräkenväxtart som beskrevs av Alan Reid Smith.
Diplazium drepanolobium ingår i släktet Diplazium och familjen Athyriaceae. Inga underarter finns listade i Catalogue of Life.